# Balatonicum flórajárás
A Balatonicum a Dunántúli-középhegységet felölelő Bakonyicum flóravidék délnyugati flórajárása. A Magyar-középhegység növényzetében itt a legerősebb a mediterrán hatás.

## Földrajzi helyzete
Északnyugaton kisebb-nagyobb medencék, illetve félmedencék (Káli-medence, Tapolcai-medence, Vindornyalaki-medence stb.) választják el a Bakonytól (Vesprimense flórajárás) – a természetföldrajzilag a Balaton-felvidék részének tekintett Veszprém-Várpalotai fennsík kistájat a növényföldrajzban ez utóbbihoz sorolják. Északkeleti szomszédja egy kis szakaszon a Mezőföld (Colocense flórajárás). Természetes délkeleti határa a Balaton, délnyugaton pedig az úgynevezett Keszthely–hévízi termálvonal választja el a Zalai-dombságtól (a Praeilliricum flóravidék Saladiense flórajárásától).

## Tájegységei
A flórajárás két, dombvidék jellegű tájegysége a Balaton-felvidék és a Keszthelyi-fennsík – de ebbe a növényföldrajzi egységbe soroljuk a hegységperemi medencéket is. Önálló, de nem összefüggő területű növényföldrajzi egységnek tekintjük a Balatontól északra magasodó bazaltkúpokat. A bazaltkúpok egy része szigetként emelkedik ki a Bakony és a  
Rába között a zárt tölgyes öv északnak nyúló csücskéből a Praeillyricum flóravidék zalai flórajárásában.
A hosszan elnyúló dombságot kisebb hegyközi medencék (Rezi-medence, Várvölgyi-medence stb.) egész sora tagolja rövidebb szakaszokra.

## Földtani felépítése
A Balaton-felvidék vonulatainak fő tömege a földtörtének ókorában (a szilurtól a permig) lerakódott törmelékes üledékes kőzet. Ezekre főleg a tótól távolabbi dombokon a földtörténet középkorában kiülepedett karbonátos kőzetek (mészkő, dolomit) települnek.
A Keszthelyi-fennsík dombjait késő triász korú, úgynevezett fődolomit építi fel.
Az üledékes kőzetek között a pleisztocénban többhelyütt bazaltvulkánok fejlődtek ki. Eközben az erősen tagolt térszínen a bércek közötti süllyedékekbe benyomult a Pannon-tenger, és lerakta üledékeit.
A dombvidékek közti medencék felszínét pleisztocén korú lösz takarja.

## Éghajlata
A Keszthelyi-fennsíkon és környékén viszonylag sok a csapadék, a flórajárás keleti része (a Balaton-felvidék) azonban már a Bakony csapadékárnyékában fekszik, ezért szárazabb.

## Zonális növénytársulások, jellemző fajok
A mészkedvelő tölgyes a Dunántúli-középhegység többi tájegységétől eltérően nemcsak a lejtőkön, de a dombtetőkön is zonális növénytársulás. Emellett a magasabb részeken sok a bükkös.

### Meleg déli lejtőkön
- szilikát sziklagyep:
  - cselling (Cheilanthes maranthae, a Szentgyörgy-hegyen);

- dolomit sziklagyep (Festuco pallentis-Brometum pannonici):
  - szőke oroszlánfog (Leontodon incanus) – mediterrán flóraelem;

- lejtősztyepp (Cleistogeni-Festucetum rupicolae):
  - őszi csillagvirág (Scilla autumnalis, illetve Prospero elisae, a Tihanyi-félszigeten) – mediterrán flóraelem;

- karsztbokorerdők (Cotino-Quercetum) sajátos, helyi típusa a cserszömörcés molyhos-tölgyes bokorerdő (Cotino-Quercetum pubescentis balatonicum), aminek mozaikos foltjai sziklagyepekkel és sztyepprétekkel: váltakoznak.

Ezek lombkoronaszintjének jellemző fajai:
- molyhos tölgy (Quercus pubescens),
- virágos kőris (Fraxinus ornus).

A fajgazdag cserjeszint egybefonódik a fák lombkoronájának alsó részével. Jellemző cserjéi:
- - cserszömörce (Cotinus coggygria),
  - húsos som (Cornus mas),
  - ostorménfa (Viburnum lantana),
  - bibircses kecskerágó (Euonymus verrucosus),
  - egybibés galagonya (Crataegus monogyna),
  - sóskaborbolya (közönséges borbolya, Berberis vulgaris).
  - bokros koronafürt (Coronilla emerus) – mediterrán flóraelem;

A gyepszintben sok virágos növény nő. Jellemző fajok:
- - sárga koronafürt (Coronilla coronata),
  - tarka nőszirom (Iris variegata),
  - tarka kosbor (Orchis tridentata),

továbbá a száraz tölgyesekben szokásos:
- - nagyezerjófű (Dictamnus albus),
  - piros gólyaorr (Geranium sanguineum),
  - sarlós gamandor (Teucrium chamaedrys),
  - közönséges méreggyilok (Cynanchum vincetoxicum)

és a szomszédos foltokról benyomuló:
- - lappangó sás (Carex humilis),
  - ágas homokliliom (Anthericum ramosum),
  - pusztai csenkesz (Festuca rupicola) stb.

- cseres-tölgyes (Asphodelo-Quercetum cerris):
  - királyné gyertyája (= genyőte, Asphodelus albus) – mediterrán flóraelem,
  - dunántúli imola (Centaurea fritschii) – mediterrán flóraelem.

### Hűvös északi lejtőkön
- gyertyános-tölgyes:
  - borostyán szádorgó (Orobanche hederae – Badacsony, Somló),
  - szúrós csodabogyó (Ruscus aculeatus),
  - keleti zergevirág (Doronicum orientale);

- bükkös:
  - babérboroszlán (Daphne laureola),
  - lónyelvű csodabogyó (Ruscus hypoglossum);

- törmeléklejtő-erdő;
- elegyes karszterdő.

### Savanyú kavicstakarón
A Lesence-patak völgyében, Uzsa környékén.
- mészkerülő tölgyes:
  - fekete áfonya (Vaccinium myrtillus);

- rekettyés fenyér (Genisto-Callunetum):
  - csarab (Calluna vulgaris).

### A medencék lefolyástalan területein
- égerláp (Uzsa környékén):
  - tarajos pajzsika (Dryopteris cristata) – lokálisan már kihalt

- síkláp (Tapolca környékén és a Káli-medencében):
  - lisztes kankalin (Primula farinosa) – részben kipusztult, jégkori maradványfaj,
  - fehér májvirág (Parnassia palustris),
  - illatos hagyma (Allium suaveolens),
  - havasi hízóka (Pinguicula alpina) – részben kipusztult, jégkori maradványfaj.

## Peremi helyzetű fajok
Több lágyszárú növény is itt éri el elterjedésének északi határát.
- A Keszthelyi-fennsíkon:
  - hármaslevelű fogasír (Cardamine trifolia, Syn: Dentaria trifolia),
  - borostás sás (Carex strigosa),

- A Balaton-felvidéken:
  - keleti zergevirág (Doronicum orientale).